# Мелколепестник однолетний
Мелколепе́стник одноле́тний (лат. Erígeron ánnuus), также тонколу́чник однолетний (Phalacrolóma ánnuum), — однолетнее травянистое растение, вид рода Мелколепестник семейства Сложноцветные (Compositae).
Инвазивный вид, происходящий из Северной Америки; был завезён в Европу, где очень широко распространился.

## Ботаническое описание

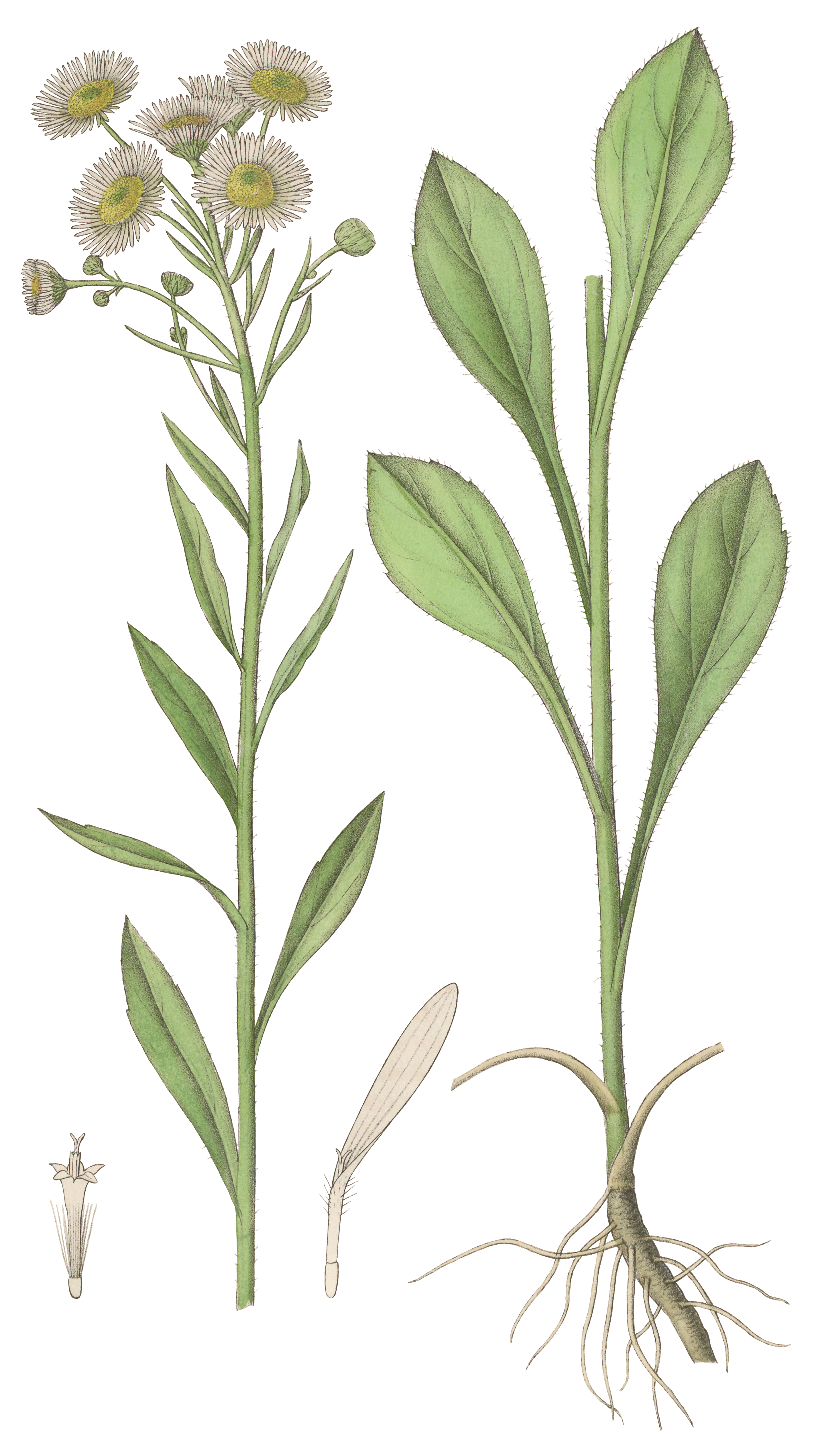

Однолетнее травянистое растение (10)30—100(150) см высотой. Стебель прямостоячий, в верхней половине ветвящийся, разреженно щетинистый, в верхней части колючещетинистый.
Листья щетинисто-волосистые, прикорневые 4—17 см длиной и 1,5—4 см шириной или крупнее, суженные в клиновидное основание, с крупнозубчатым краем, на верхушке тупые или заострённые, ко времени цветения нередко отмирают; стеблевые листья суженные в короткий черешок, верхние — иногда сидячие, ланцетные или продолговато-ланцетные (самые верхние, как правило, линейные), с неправильно зубчатым или почти цельным краем, острые на верхушке, 1—9 см длиной и 0,5—2 см шириной.
Корзинки в числе от 5 до 50 и более, в рыхлом метёльчатом или щитковидном общем соцветии, 6—8 мм длиной и 10—15 мм в поперечнике, с полушаровидной дву- или трёхрядной обёрткой из зелёных листочков, покрытых коротким железистым опушением; листочки внешнего ряда нередко короче внутренних. Ложноязычковые цветки в двух рядах, многочисленные (по 80—125 в корзинке), трубка их 1—1,5 мм длиной, язычок белый или бледно-голубой, около 5 мм длиной. Трубчатые цветки диска жёлтые, 2—3 мм длиной.
Семянки ланцетовидной формы, редко- и короткощетинистые, около 1,2 мм длиной, с двурядным хохолком (у язычковых цветков хохолок однорядный).
Триплоидный вид (2n = 27), считающийся апомиктическим. Несмотря на такой тип размножения, в большинстве популяций наблюдается довольно высокая генотипическая изменчивость, что, вероятно, свидетельствует о прохождении у него и полового размножения.
Морфологически близкий диплоидный вид Erigeron strigosus Muhl. ex Willd. хорошо отличается наличием однородного прижатого опушения по всей длине стебля. Этот вид в Европейской России сравнительно редок.

## Распространение
Родина растения — восток Северной Америки. В Европу завезено в XVII веке в качестве декоративного растения, впервые указывается для ботанического сада в Париже в 1630-х годах. В Центральной России впервые обнаружен в 1900 году, стал изредка выращиваться в начале XX века, до 1970-х годов был крайне редким растением. В настоящее время распространён повсеместно как сорное растение, а также по боровым пескам, по вырубкам, залежам и другим нарушенным участкам.

## Таксономия
Вид был впервые действительно описан Карлом Линнеем во 2-м томе Species plantarum, вышедшем 1 мая 1753 года.

### Синонимы
Erigeron annuus (L.) Desf. var. annuus
- Aster annuus L., 1753basionym
- Aster stenactis E.H.L.Krause, 1905, nom. illeg.
- Cineraria corymbosa Moench, 1794, nom. illeg.
- Diplopappus annuus (L.) Bluff & Fingerh., 1825
- Diplopappus dubius Cass., 1817
- Doronicum bellidifolium Schrank, 1789
- Erigeron annuus f. discoideus Vict. & J.Rousseau, 1940
- Erigeron annuus var. discoideus (Vict. & J.Rousseau) Cronquist, 1947
- Erigeron heterophyllus Muhl. ex Willd., 1803
- Phalacroloma acutifolia Cass., 1826
- Phalacroloma annuum (L.) Dumort., 1827
- Pulicaria annua (L.) Gaertn., 1791
- Pulicaria bellidiflora Wallr., 1822
- Stenactis annua (L.) Cass. ex Less., 1832
- Stenactis bellidiflora (Wallr.) A.Braun, 1846
- Stenactis dubia (Cass.) Cass., 1825

Erigeron annuus var. septentrionalis (Fernald & Wiegand) B.Bock
- Erigeron annuus subsp. septentrionalis (Fernald & Wiegand) Wagenitz, 1965
- Erigeron ramosus var. septentrionalis Fernald & Wiegand, 1913
- Erigeron strigosus var. septentrionalis (Fernald & Wiegand) Fernald, 1942
- Phalacroloma annuum subsp. septentrionale (Fernald & Wiegand) Adema, 1984
- Phalacroloma septentrionale (Fernald & Wiegand) Tzvelev, 1991
- Stenactis annua subsp. septentrionalis (Fernald & Wiegand) Á.Löve & D.Löve, 1974
- Stenactis septentrionalis (Fernald & Wiegand) Holub, 1974
- Stenactis strigosa var. septentrionalis (Fernald & Wiegand) J.Duvign. & Lambinon
- Erigeron annuus subsp. strigosus auct., e.g. Jovet & R.Vilm., 1975
- Erigeron ramosus auct., e.g. P.Fourn., 1934
- Erigeron strigosus auct., e.g. Schischk., 1959
- Phalacroloma strigosum auct., e.g. Tzvelev, 1994
- Stenactis annua subsp. strigosa auct., e.g. Sarić & Diklić, 1986